# Gotye
Wouter "Wally" De Backer, (artistnamn Gotye, uttal: [go:ti:e:'j]) född 21 maj 1980 i Brygge i Belgien, är en belgisk-australiensisk multi-instrumentalist, låtskrivare och producent. Gotye har släppt fyra album, varav ett är en remixskiva innehållande remixer av låtar från hans tidigare skivor.
Hans internationella genombrott kom med albumet Making Mirrors (2011), bland annat innehållande låten Somebody That I Used to Know. Låten blev en världshit och hamnade på en första plats på Billboard Hot 100.

## Tidiga år
Gotye föddes 1980 i Brygge i Belgien, men när han var två år gammal flyttade han till Australien med sin familj. Till en början bodde de i Sydney i New South Wales, men bosatte sig sedan i Montmorency i Victoria. När han skrevs in i skolan gjordes det under den engelska versionen av hans namn, Walter. De Backer var intresserad av musik redan som ung och lärde sig spela piano och trummor. I tonåren bildade han bandet Downstares med tre av sin high school-vänner, däribland Lucas Taranto, som fortfarande spelar i hans livespelningar. Efter high school gick medlemmarna i Downstares skilda vägar.
År 2001 flyttade hans föräldrar till ett nytt hem, men De Backer bodde kvar i huset i Montmorency, så han kunde fortsätta sina studier. Två vänner flyttade in hos honom och huset blev känt som "The Frat House", där vänner regelbundet kom förbi och umgicks. En äldre granne, som tidigare hört Downstares repetera, gav De Backer sin nyligen avlidna frus stora LP-samling.

## Diskografi
- 2003 – Boardface
- 2006 – Like Drawing Blood
- 2007 – Mixed Blood
- 2011 – Making Mirrors